# U-Bahn-Station Maelbeek

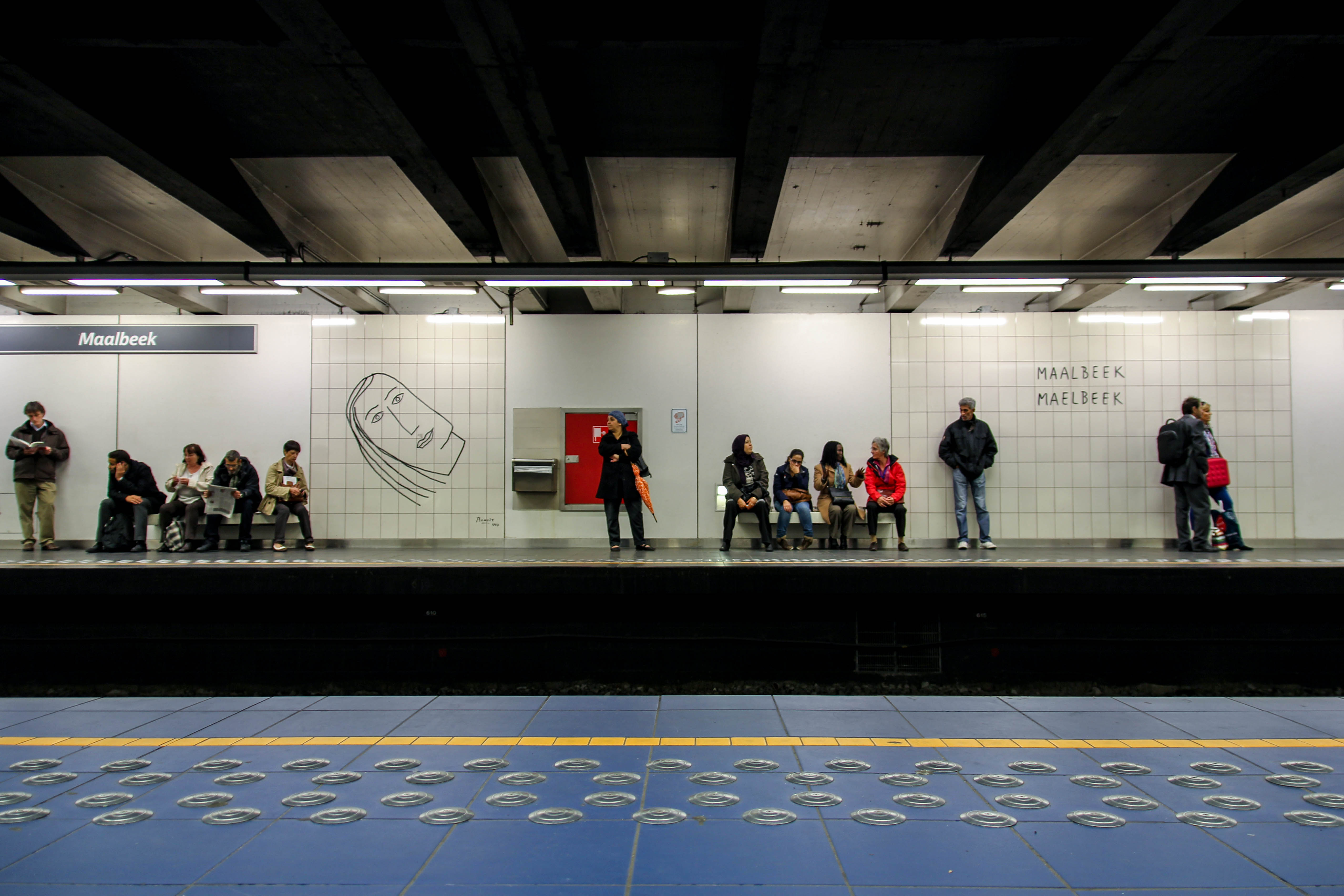
U-Bahn-Station Maelbeek, 2012

Die U-Bahn-Station Maelbeek, niederländisch Maelbeek, ist eine Station der Metro Brüssel. Sie ist nach dem nahegelegenen Fluss Maelbeek benannt und liegt im Europaviertel von Brüssel mit der Europäischen Kommission und dem Europäischen Rat in der Nähe. Sie wurde 1969 in der Vorbereitungsphase der Metro eröffnet. Seit 1976 gehört sie zur Metro. 2016 war sie einer der Tatorte der Terroranschläge in Brüssel. 16 Menschen kamen um.